# 船橋18歳少女殺害事件
船橋18歳少女殺害事件（ふなばし18さいしょうじょさつがいじけん）とは、2015年（平成27年）4月に千葉県船橋市で少女が殺害された事件。

## 概要
命乞いする被害者を生きたまま埋めるという凄惨さから、実行犯の男と犯行当時18歳少女に無期懲役判決が言い渡されるなど、少年犯罪の中でも特に厳しい判決となった。
なお同時期に犯行当時19歳少女が起こした名古屋大学女子学生殺人事件の第一審判決が出ており、こちらも無期懲役の判決を言い渡されている。
被害者少女と面識があったのは加害者少女のみで、男3人は加害者少女と知り合いで被害者と当日まで接点もなかった。

## 事件
当時18歳だった被害者少女Aと同じく18歳だった加害者少女Bはかつて友人であったが、被害者の女性はアルバイトをしており、加害者少女に飲食費を借りることもあった。卒業アルバムを返さなかったことからトラブルに発展。音信不通になるなどしてBは憎悪を募らせた。Bは肉体関係のあった男Dに相談し、Dは仕事仲間の少年Eと殺害の準備を進めた。
2015年4月19日夜、Aは、B、男C、D、少年Eの4人に声をかけられ、連れ去られた。
2015年4月20日未明、あらかじめ掘られた穴に被害者少女を結束バンドで両腕を縛り座らせ、生きたまま埋められた被害者は窒息死。加害者らは被害者少女の財布や携帯電話などを奪い逃走した。

## 捜査
2015年4月21日、船橋東警察署に「女性が埋められたという話がある」と通報があり警察は捜査を開始。4月23日、B、D、Eを監禁容疑で逮捕。4月24日、所在が分からなかったCが鎌ケ谷警察署に出頭したため、監禁容疑で逮捕。同日、Dの「Cと一緒にAを成田空港近くに埋めた」との供述に基づき山武郡芝山町の畑で捜索を行い遺体を発見。遺体の頭部は何重にも巻かれ容易に顔を判別できないよう工作されていた。これを受けて千葉県警察は船橋東警察署に捜査本部を設置した。
2015年5月13日、船橋東警察署は4人を強盗殺人容疑で再逮捕。
2015年5月15日、船橋東警察署は4人を千葉地検に送検。
2015年6月4日、千葉地検はCとDを強盗殺人、逮捕監禁罪などで起訴。Bは強盗殺人、逮捕監禁の非行事実で、Eは逮捕監禁の非行事実（共謀関係が無いとして強盗殺人では不起訴）で家裁送致した。
2015年7月17日、千葉家裁は家裁送致されたBについて検察官送致とする処分を決定した。
2015年7月24日、千葉地検はBを強盗殺人、逮捕監禁罪で起訴した。

## 裁判
Dの裁判
2016年11月11日、千葉地裁（吉井隆平裁判長）で初公判が開かれ「間違いありません」と起訴事実を認めた。Aが泣いて命乞いをしたが、周りに聞こえると焦り、急いで埋めたと説明。
2016年11月21日、論告求刑公判で検察側は計画的で極めて残虐な、身勝手な犯行であるとして無期懲役を求刑した。
2016年11月30日、千葉地裁（吉井隆平裁判長）は求刑通り無期懲役の判決を言い渡した。Dは量刑不当を理由に控訴 。
2017年6月8日、東京高裁（大熊一之裁判長）は一審の量刑は適切だったとして無期懲役の判決を支持し、控訴を棄却した。被告側は判決を不服として上告した。
2017年10月10日、最高裁第一小法廷（山口厚裁判長）は被告側の上告を棄却、無期懲役の判決が確定した。
Bの裁判
2017年1月13日、千葉地裁（松本圭史裁判長）で初公判が開かれ、Bは強盗殺人ではないと主張して起訴内容を一部否認した。
2017年1月24日、被告人質問では現時点で遺族にこういう謝罪をしよう、という具体的なものは何もないのかと問われると「はい」と即答した。Aの父親が出廷し、Bに対し「死刑を求めます」と強い口調で述べた。
2017年1月25日、論告求刑公判で検察側は事件を発案して共犯者らを巻き込み、中心的な役割を果たしたとして無期懲役を求刑した。2017年2月3日、千葉地裁（松本圭史裁判長）は求刑通り無期懲役の判決を言い渡した。
2018年12月11日、東京高裁（後藤真理子裁判長）は一審・千葉地裁の無期懲役の判決を支持し、控訴を棄却した。被告側は判決を不服として上告した。
2019年6月3日、最高裁第二小法廷（菅野博之裁判長）は被告側の上告を棄却、無期懲役の判決が確定した。
Cの裁判
2017年2月13日、千葉地裁（吉井隆平裁判長）で初公判が開かれ、「逮捕監禁については間違いありません。強盗殺人などについては否認します」と強盗殺人ではないと主張して起訴内容を一部否認した。
2017年2月23日、論告求刑公判で検察側は残忍さを強調し「刑事責任は著しく重大だ」として無期懲役を求刑した。
2017年3月10日、千葉地裁（吉井隆平裁判長）は求刑通り無期懲役の判決を言い渡した。
2018年3月1日、東京高裁（大熊一之裁判長）は一審・千葉地裁の無期懲役の判決を支持して控訴を棄却した。
2018年12月25日、最高裁第一小法廷（深山卓也裁判長）は被告側の上告を棄却、無期懲役の判決が確定した。